# Guardians of Ga'Hoole
Guardians of Ga'Hoole er en fantasy-bogserie, der er skrevet af Kathryn Lasky og udgivet af Scholastic.. Serien, som endte i 2008 med udgivelsen af The War of the Ember, består af i alt 15 bøger. Derudover er der få informationsbøger og spin-offsbøger, der alle tager udgangspunkt i samme univers. De tre første bøger i serien; Guardians of Ga'Hoole: The Capture, Guardians of Ga'Hoole: The Journey og Guardians of Ga'Hoole: The Rescue er blevet filmatiseret til 3D-filmen Legenden om Vogterne: Uglerne fra Ga'Hoole, der er instrueret af Zack Snyder.